# Telecare (Canal de TV)
A Telecare TV é um canal de TV Americano disponível para assinantes de Altice USA, Verizon FiOS, e Charter Communications em Nova York, Nova Jersey e Connecticut. Fundada em 1969 pelo Monsenhor Thomas Hartman da Diocese de Rockville Centre, em Nova York. A Telecare TV transmite uma programação relevante para telespectadores católicos, incluindo os serviços religiosos ao vivo, talk shows, devocional, programas, programação educacional, de entretenimento e programas infantis. Apresenta também, cobertura de eventos especiais no Vaticano e de viagens papais.

## Declaração da missão
A Telecare TV opera com a missão de divulgar a palavra de Deus através da sua programação católica religiosa e educacional para as pessoas de fé, onde quer que elas estejam. O propósito da missão da Telecare é trazer as pessoas de fé Católica, de fato, todas as pessoas, para mais perto de Deus. A Telecare TV é uma organização sem fins lucrativos e inclui um link no rodapé do seu site que permite que colaboradores possam doar para esta causa. A Telecare TV transmite 24 horas por dia, 7 dias por semana.

## A história da Telecare
Há mais de 40 anos que a Telecare TV fornece a milhões de pessoas a televisão católica orientada para os valores. Começando como uma estação diocesana com o objetivo de trazer celebração da Eucaristia para as famílias na área de Long Island, A Telecare é hoje a mais popular fonte de televisão religiosa na área tri-estado.
Para aqueles que estão hospitalizados ou não podem sair de casa, a Telecare pode ser o único meio através do qual eles podem participar ativamente e desfrutar de sua fé.
 Escolas paroquiais existem através da Telecare fornecendo educação religiosa para os graus K-8.
 Todos os anos, a Telecare transmite mais de 1.000 programas, incluindo missas diárias ao vivo da Catedral de St. Agnes e oportunidades diárias para participar do seu Santo Rosário e Terço da Divina Misericórdia. Em 2009, a Telecare tornou-se o único meio de comunicação da nação para a Assembleia Geral anual do Bispo dos EUA, o órgão de liderança oficial da Igreja Católica Romana nos EUA. 

## Monsenhores
Monsenhor Thomas J. Hartman é o fundador e agora o atual CEO Emérito da Telecare. Ele possui um diploma de graduação em Filosofia, pós-graduado em Teologia, Mestre em teologia, e um Doutor do Ministério. Ele já apareceu em programas com pessoas, tais como Wolf Blitzer e Bill O'Reilly. Ele escreveu vários livros para crianças, dentre as quais foi feita em uma animação especial, ganhando o Prêmio George Foster Peabody. Ele também ganhou quatro Prêmios Emmy. Além disso, o Monsenhor James Vlaun e CEO da Telecare trabalha com muitos dos programas que são apresentados no canal, incluindo a Religião e Rock, a Boa Notícia, todos os dias Fé VIVA!, e Novena para Nossa Senhora da Medalha Milagrosa.

## Títulos Dos Programas
Uma lista parcial de programas de televisão da Telecare:
- Bridge Building - Half hour program focused on Latinos. Each week there is a salute to a different Long Island Blessed Mother from Latin America. Also teaches about the Marian traditions in certain countries. The "segment of the week" portion of the show teaches viewers the Spanish language. Hosted by Monsignor Robert Brennan.
- Chaplet of Divine Mercy
- Choices We Face
- Christopher Closeup
- CHS Health Source - Catholic Health Services, provides viewers with the latest information on procedures and medical advancements. Hosted by Roland Smith.
- CHS Passages - "A continuing health care journey." Hosted by veteran newscaster, Magee Hickey, and Joseph Tomaino, executive vice president of Catholic Health Services' continuing care division. Each episode these hosts speak with families and professionals in and out of the studio about health care.
- CMBB Touching Lives, Bringing Health and Hope - Catholic Medical Mission Board: Touching Lives, Bringing Health and Hope since 1912. Host Rolland Smith speaks from the studio via Skype with guests discussing healthcare and medications.
- Daily Mass from St. Agnes Cathedral (Rockville Centre, New York) (Long Island, New York)
- Daily Mass from St. Patrick's Cathedral (New York City)
- Davey & Goliath
- Divine Intervention - Game show hosted by Monsignor Joe DeGrocco.
- Everyday Faith LIVE! - Live national news show airing every Friday morning. Includes a movie pick of the week. Hosted by Monsignor Jim Vlaun, Sister Mary Alice Pill and Telecare General Manager, Joe Perrone.
- Exploring Critical Issues - Hosted by Robert Scott, President of Adelphi University. Panel discussion with business and community leaders on issues such as regional planning, keeping the arts alive, social media, and balancing our public and personal lives.
- Faith & New Works - Bishop William Murphy enlightens viewers with thoughtful teachings about the Catholic faith. Includes interviews with leaders in the diocese about pressing topics.
- Faith to Faith
- Family Comes First - Hosted by Vincent J. Russo and Victoria Roberts Drogin. Looks at the challenge of real-life families and offers resources and advice from experts.
- Focus
- Get Connected - Telecare's teen show focused on important issues surrounding teens.
- God Is Good - Hosted by Father Charles Mangano and his sister Laurie who share their gifts of song and prayer.
- God Squad
- Good News - Hosted by Monsignor Jim Vlaun and Karen Danca-Smith. Focuses on positive things happening in the community.
- Guided by Grace - Panel discussion where Catholic women discuss experiences of faith and spirituality while exploring issues of Catholicism.
- Holy Rosary
- Joy of Music
- La Santa Misa
- La Vida Latina
- Life is Worth Living
- Life Through Woman Eyes
- Live From Studio B
- Living Scripture - Reflections of meaning and message on the Holy Scripture.
- Living Your Faith - Hosted by Jane Hanson and accompanied by panelist from the Catholic University in Washington D.C. This program uses the book The Compendium-The Catechism of the Catholic Church to discuss truly living the Catholic faith. Also discusses the Order of Malta, a worldwide, lay, religious order.
- Miraculous Medal Novena - Devotion to Our Lady of the Miraculous Medal, hosted by Monsignor Jim Vlaun.
- Papal Audience
- The Public Square - Allows audience to interact in a forum with guests from Long Island's leaders to discuss global issues affecting society. Hosted by Molloy College President, Drew Bogner.
- Real Faith TV
- Real Food - Hosted by Monsignor Jim Vlaun, bringing faith into the kitchen discussing things like faith, family, and the importance of breaking bread together. Includes special guest chefs.
- Reason for Hope - Hosted by Father Frank, discussing current family issues such as communication.
- Spanish Rosary
- St. Ann's Novena
- Teachings of Christ
- Total Praise - Hosted by Darcel Whitten-Wilamowski celebrating Catholics of African Ancestry including songs, interviews, and saintly highlights.
- Transforming Communities - Explores how St. Joseph's College (New York) works to uphold positive values and reach out to their community.
- What Catholics Believe
- Word: Alive and Well
- Word On Fire Hosted by Robert Barron
- The Word - Fifteen-minute weekly scripture-based program hosted by Bishop Peter Libasci.
- World Seen From The Vatican (Rome Reports)

## Religião e Rock
Religião e Rock é um programa de rádio com Monsenhor Jim Vlaun transmitido duas vezes por semana, nas noites de sábado e manhãs de domingo. O programa é transmitido pela rádio, na costa leste ou para qualquer pessoa com um rádio por satélite. Os podcasts também são enviados para o iTunes para as pessoas ouvirem gratuitamente. Não deve ser confundido com o Rock E Religião programa de Rádio.

## Programação religiosa
Como os tipos de comunicação de massa, mudar e crescer ao longo dos anos, a religiosa, a radiodifusão tem sido capaz de manter-se com o rádio, a televisão, podcasting e transmissão ao vivo pela internet. Observando especialmente a religião Católica, é fácil para as pessoas para manter-se com a religião através do serviço público de radiodifusão e mídia social.

## Estúdios
As instalações dos estúdios da Telecare estão localizadas em Uniondale, Nova York, no campus da Kellenberg Memorial High School.